# 波隆摩閣
波隆摩閣（1680年—1758年），又譯博龍瑪戈，即博龍瑪拉差提拉三世，泰國阿瑜陀耶王朝國王，1733年至1758年在位。他在位期間是阿瑜陀耶王國最後一個輝煌時期。
原名蓬，是素里延塔鐵菩提之子。1708年，蓬被國王泰沙任命為副王，成為王位繼承人。1733年，泰沙臨終，希望由自己的次子阿派王子繼位。在國防大臣的支持下，蓬擊敗並處決了阿派王子，最終繼承了王位。
雖然波隆摩閣在繼位過程中表現的冷血，但他在位期間致力於重建佛教寺院，阿瑜陀耶王國恢復和平和繁榮。
波隆摩閣任命兒子探瑪提貝為副王，但探瑪提貝卻被厄伽陀告發與波隆摩閣的妾通姦。探瑪提貝於1746年被處決。厄伽陀希望得到副王之位，但波隆摩閣認為他能力不足，越過了次子厄伽陀，立內（เดื่อ）為副王。
1758年，波隆摩閣死後，由內繼位，成為國王烏通蓬。不久烏通蓬被厄伽陀篡位。
1767年，阿瑜陀耶王朝被緬甸所滅，暹羅分裂為五個小國。波隆摩閣的兒子貼披披割據東南一帶的呵叻府，後被鄭昭所滅。
| 前任： 泰沙 | 泰国国王 | 继任： 烏通蓬 |